# Rivenæsnuten
Rivenæsnuten är en bergstopp i Antarktis. Den ligger i Östantarktis. Norge gör anspråk på området. Toppen på Rivenæsnuten är 2 670 meter över havet.
Terrängen runt Rivenæsnuten är varierad. Trakten är obefolkad. Det finns inga samhällen i närheten. 